# Исторический и культурный парк Тондэмун
«Исторический и культурный парк Тондэмун» (кор. 동대문역사문화공원역) — пересадочная станция Сеульского метро на Второй, Четвёртой и Пятой линиях, представленная подземными станциями. Станция ранее называлась Стадион Тондэмун. Она представлена двумя боковыми платформами на Второй линии и по одной островной — Четвёртой и Пятой. Станция на 2 и 4 линиях обслуживается транспортной корпорацией Сеул Метро, на 5 линии — корпорация скоростного транспорта Сеула. Расположена в кварталах Кванхи-дон и Ылджиро-дон района Чунку города Сеул (Республика Корея). На станции установлены платформенные раздвижные двери.
Пассажиропоток на 2 линии — 34 683 чел./день, на 4 линии — 41 259 чел./день и на 5 линии — 5836 чел./день (на январь — декабрь 2012 года).
Станция на 2 линии была открыта 16 сентября 1983 года, на 4 линии — 18 октября 1985 года и на 5 линии — 30 декабря 1996 года.
Открытие станции было совмещено с открытием участка Четвёртой линии Хехва—Садан длиной 16,5 км и ещё 13 станцийː Хехва (420), Тондэмун, Чхунъмуро, Мён-дон, Хвехён, Сеул, Женский университет Соокмюнъ, Самгакджи, Синёнъсан, Ичхон, Донджак, Ису (Университет Чхонъсхин) и Садан (433).
В непосредственной близости расположена штаб-квартира кампании CJ CheilJedang в здании CJ Cheiljedang Building (квартал Ссанъним-дон); экспоцентр Тондэмун-плаза в стиле неофутуризм, спроектированный архитектором Заха Хадид и кампанией Samoo Architects & Engineers; река Чхонъгечхен — общественное место отдыха горожан.